# Bellecombe-Tarendol
Bellecombe-Tarendol là một xã thuộc tỉnh Drôme trong vùng Auvergne-Rhône-Alpes đông nam nước Pháp. Xã Bellecombe-Tarendol nằm ở khu vực có độ cao từ 474-1312 mét trên mực nước biển.